# フォー・プレップス
フォー・プレプス（The Four Preps）とはアメリカのムード系ポップスヴォーカル・グループである。
50年代から60年代に掛けて活躍したポップス系のコーラス・グループである。同系列のグループにはレターメンがいる。日本ではフォア・プレップスと当時のレコードには表記されていた。

## 代表曲
- 26マイル
- ビッグ・マン
- 海と砂
- 夢みる少年
- カウライジャ
- 世界を愛して